# Modrzewina
Modrzewina (niem. Lärchwalde) – dawna podelbląska wieś na której współcześnie powstaje dzielnica Elbląga, stanowiąca główny teren rozwoju miasta. Leży na północ od największych osiedli mieszkaniowych miasta – Nad Jarem i Zawady. 380 ha terenu zostało podzielone na dwie strefy: przemysłową Modrzewina-Południe oraz mieszkaniową Modrzewina-Północ.
Wieś komornictwa zewnętrznego Elbląga w XVII i XVIII wieku. 

## Historia

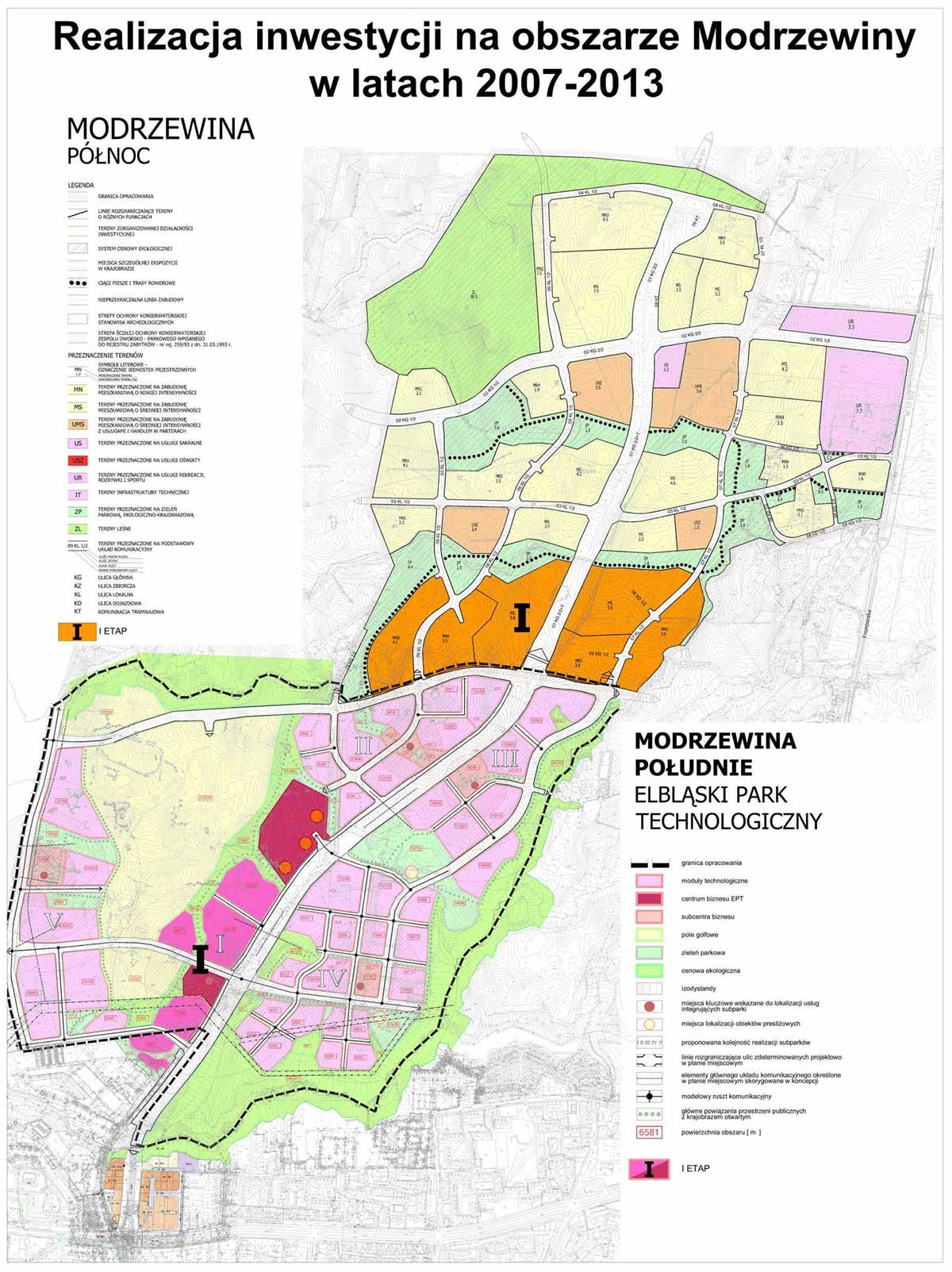
Realizacja inwestycji w latach 2007-2013

- 1998 – Modrzewina jako były poligon wojskowy została przejęta przez miasto od wojska.
- 2003 – zostały uchwalone Miejscowe Plany Zagospodarowania Terenu dla Modrzewiny-Północ i Modrzewiny-Południe. Urząd Miejski w Elblągu stara się o środki unijne na budowę dzielnicy.
- 2005 – Rada Miejska w Elblągu podjęła uchwałę o utworzeniu Elbląskiego Parku Technologicznego na terenie Modrzewiny-Południe.
- 2006 – rozpoczęto pierwszy etap budowy Modrzewiny tzn. budowę 3,2 km drogi wraz z mostem na rzece Babicy. Inwestycja pochłonie 47 mln zł, z czego dofinansowanie na ten cel ze środków ZPORR wynosi 17 mln zł.
- 2009 - rozpoczęcie budowy elbląskiego parku technologicznego Modrzewina Południe

## Modrzewina-Południe

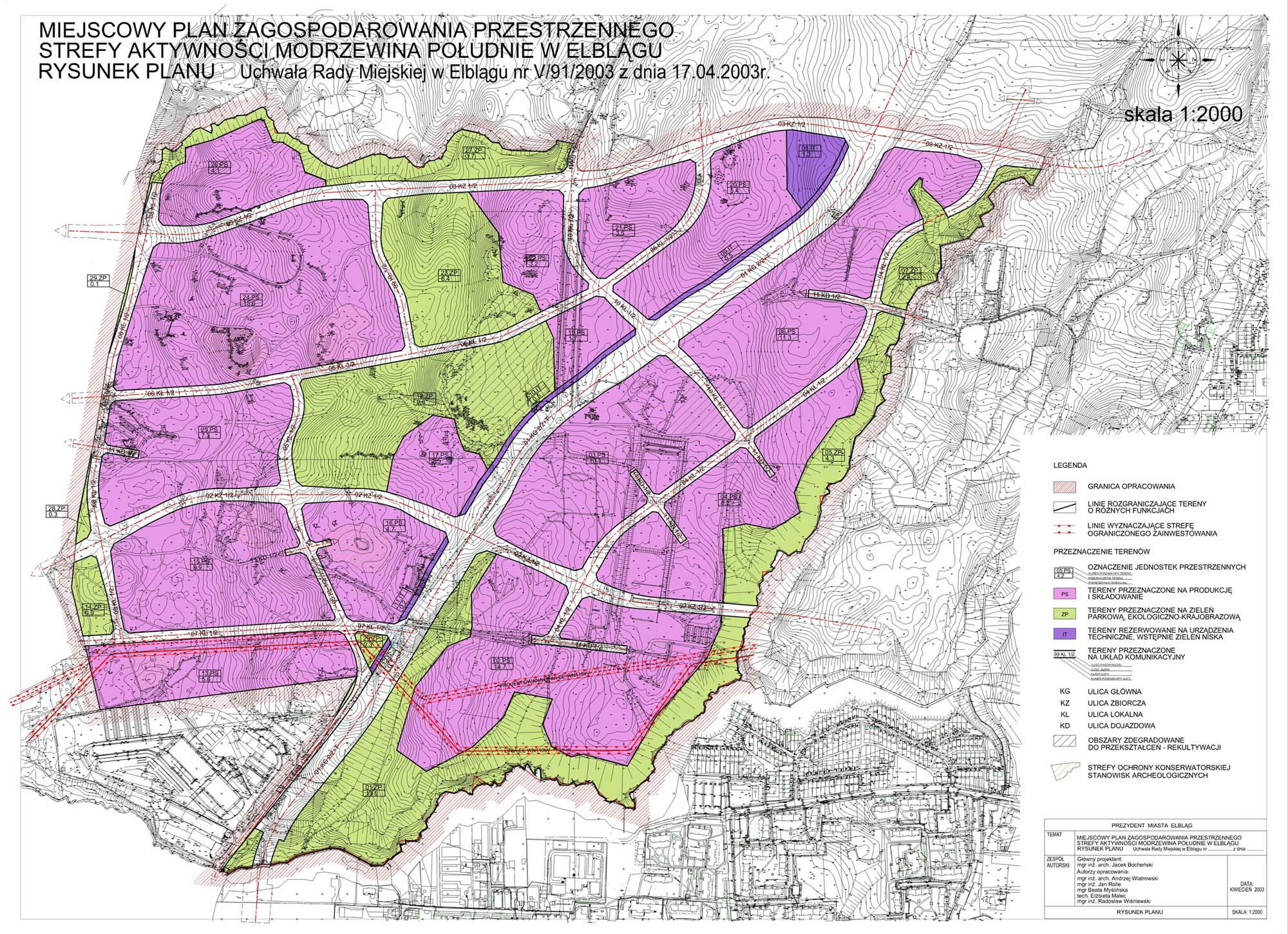
MPZP Modrzewiny-Południe

Na podstawie uchwały Nr V / 91 / 2003 Rady Miejskiej w Elblągu z dnia 17 kwietnia 2003 roku został ustanowiony Miejscowy Plan Zagospodarowania Terenu Strefy Aktywności Modrzewina Południe w Elblągu.
Zakłada on powstanie na tym terenie Parku Technologicznego, gdzie będzie możliwa nieuciążliwa dla środowiska naturalnego działalność gospodarcza, najlepiej w sektorze tzw. nowych technologii. Teren Modrzewiny-Południe należy do elbląskiej podstrefy Warmińsko-Mazurskiej Specjalnej Strefy Ekonomicznej (W-MSSE).
Kręgosłup komunikacyjny stanowi dwujezdniowa droga, będąca naturalnym przedłużeniem ulicy Płk. Stanisława Dąbka. Przyjęła ona nazwę Alei Jana Pawła II. Łączy ona dzielnicę mieszkaniową i przemysłową z miastem. Wraz z rozwojem obu dzielnic zostanie zapewniona komunikacja miejska, najpierw w formie autobusowej, docelowo tramwajowej. Na poczet tej ostatniej został przeznaczony pas zieleni między jezdniami projektowanej ulicy.

### Elbląski Park Technologiczny

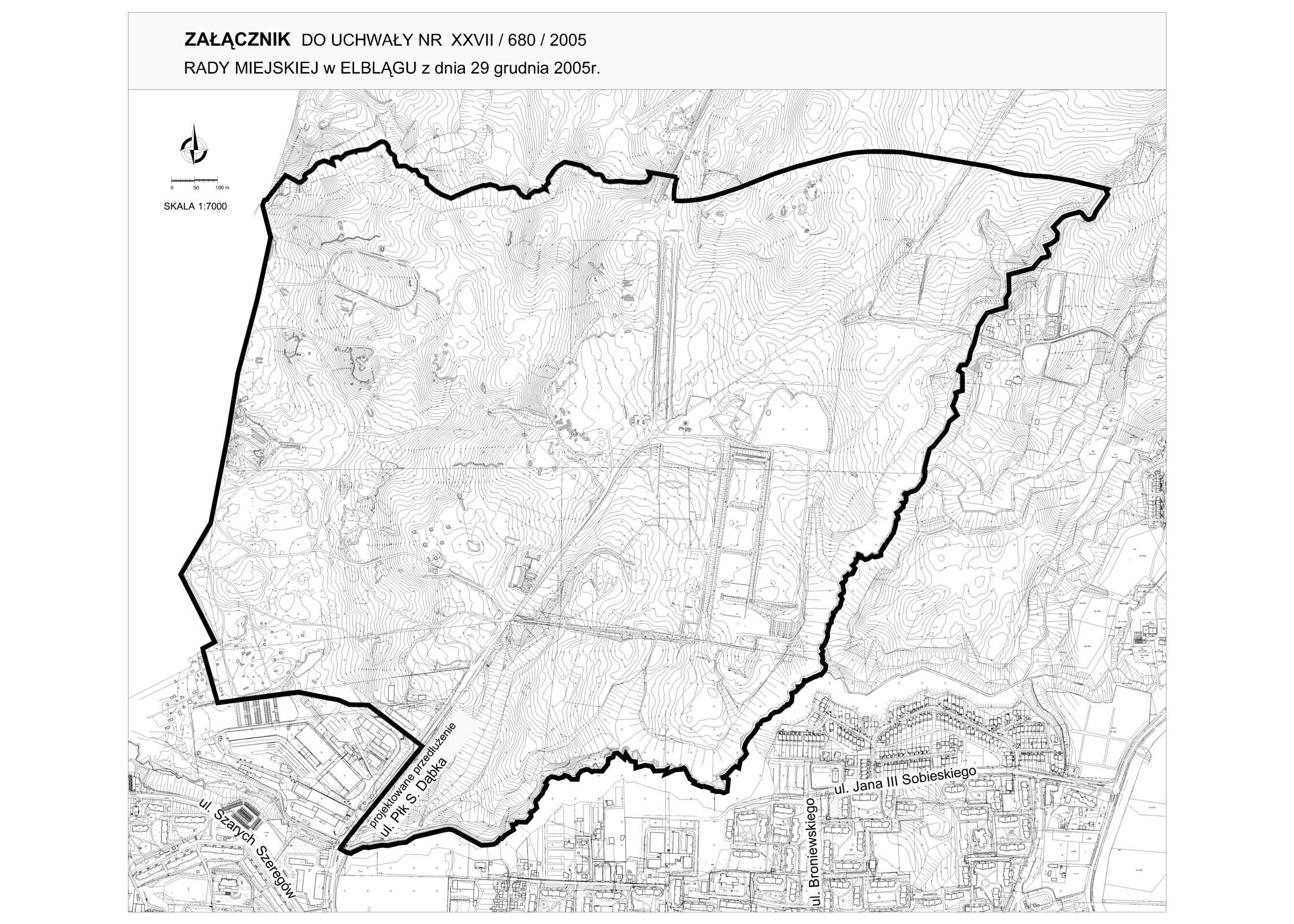
Granice Elbląskiego Parku Technologicznego

Na ostatniej w 2005 roku sesji Rada Miejska w Elblągu, na mocy uchwały Nr XXVII / 680 / 2005, podjęła decyzję o powstaniu Elbląskiego Parku Technologicznego na terenie Modrzewiny-Południe. Park obejmować będzie swoim zasięgiem niemal cały niezabudowany teren Modrzewiny-Południe. W związku z istotnymi zmianami koncepcyjnymi rozpoczęto prace nad stworzeniem nowego Miejscowego Planu Zagospodarowania Przestrzeni.
Koncepcja Elbląskiego Parku Technologicznego została wpisana do Wieloletniego Planu Inwestycyjnego dla miasta Elbląga na lata 2007–2013.

### Modrzewina Południowy Zachód

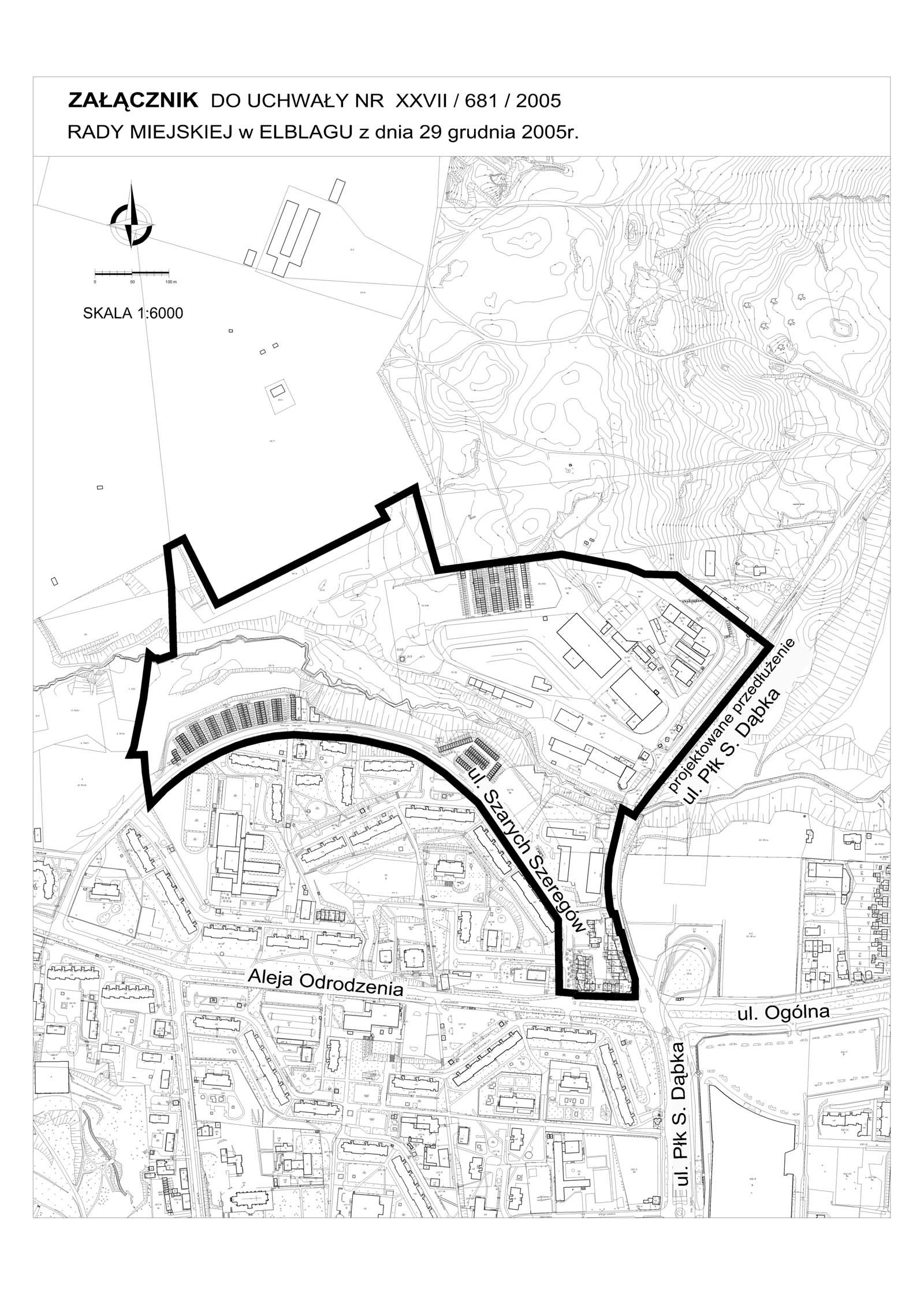
Granice terenu Modrzewina-Południowy Zachód

Również na tej samej sesji, na mocy uchwały Nr XXVII / 680 / 2005, pozostałą część Modrzewiny-Południe objęto obowiązkiem sporządzenia MPZP dla obszaru Modrzewiny-Południowy Zachód.

## Wykaz ulic dzielnicy
- aleja Jana Pawła II
- Antoniego Czuchnowskiego
- Eugeniusza Kwiatkowskiego
- Michała Rosnowskiego
- Stanisława Sulimy

## Modrzewina-Północ

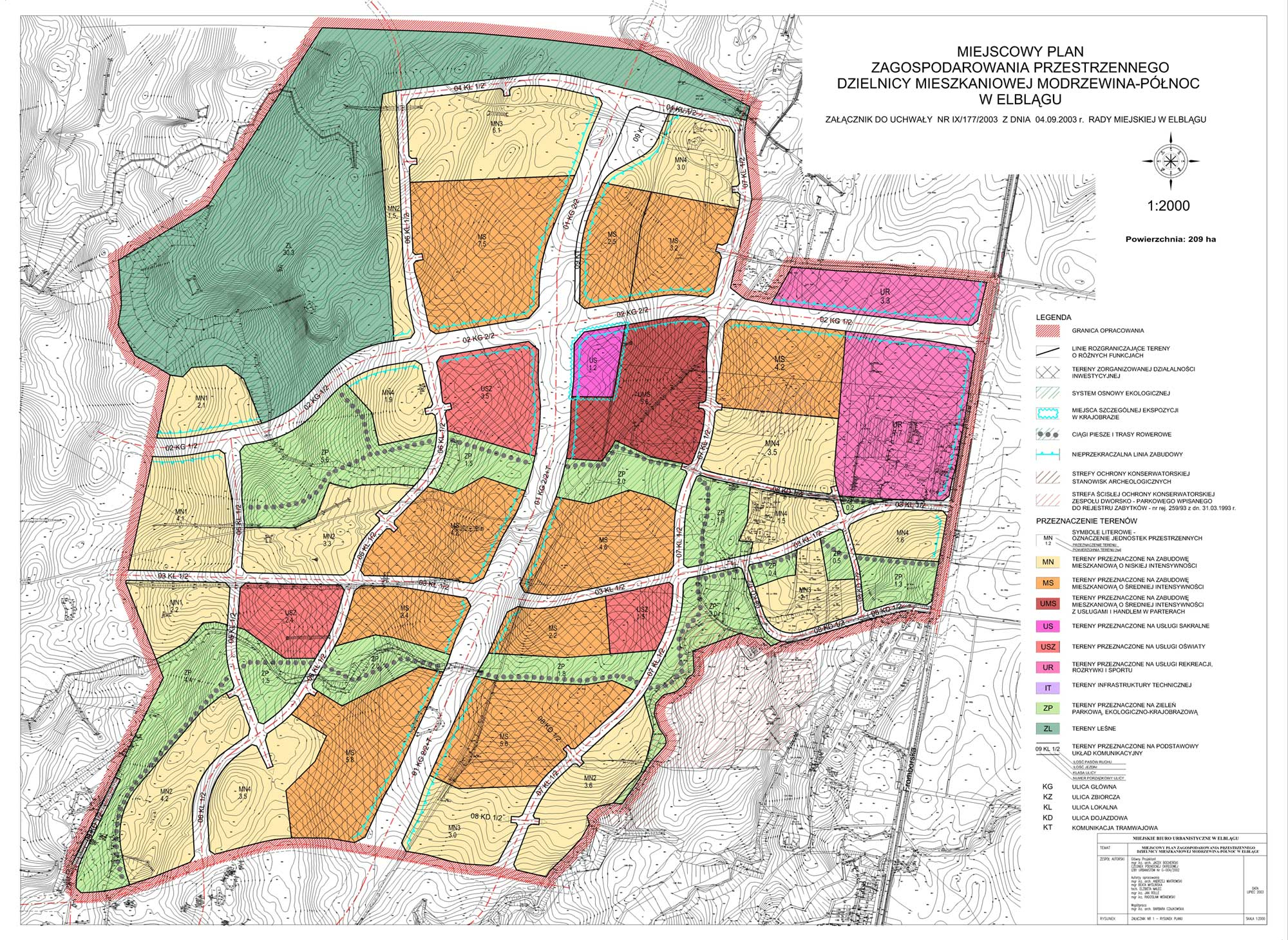
MPZP Modrzewiny-Północ

Dzielnica stanowi naturalne tereny ekspansji budownictwa mieszkaniowego dla miasta. Leży w sąsiedztwie dzielnic: Próchnik od północnego wschodu, Modrzewina-Południe od południa i Rubna od północnego zachodu, z którymi będzie miała bezpośrednie połączenie siecią projektowanych dróg.
Na podstawie uchwały Nr IX / 177 / 2003 Rady Miejskiej w Elblągu z dnia 4 września 2003 roku został ustanowiony Miejscowy Plan Zagospodarowania dzielnicy mieszkaniowej Modrzewina-Północ w Elblągu.